# Tour de Libye
Il Tour de Libye (it. Giro della Libia) è una corsa a tappe maschile di ciclismo su strada che si svolge in Libia ogni anno a marzo. Nata nel 2007, è subito entrata a far parte dell'UCI Africa Tour.

## Albo d'oro
Aggiornato all'edizione 2010.
| Anno    | Vincitore          | Secondo       | Terzo           |
| ------- | ------------------ | ------------- | --------------- |
| 2007    | Ahmed Mohammed Ali | Omar Hasanein | Hassan Ben Nasr |
| 2007    | Omar Hasanein      | Roman Bronis  | Pavol Polievka  |
| 2009    | non disputata      | non disputata | non disputata   |
| 2010    | Ahmed Belgasem     | Meran Russan  | Driss Hnini     |
| 2011-12 | non disputata      | non disputata | non disputata   |